# K computer
K computer — японский суперкомпьютер производства компании Fujitsu, запущенный в 2011 году в Институте физико-химических исследований в городе Кобе. Название происходит от японского слова «кэй» (яп. 京), означающего 10 квадриллионов.
В июне 2011 года организационный комитет проекта TOP500 объявил, что K computer возглавил список самых производительных суперкомпьютеров мира с результатом в тесте LINPACK в 8,162 петафлопса или 8,162 квадриллиона операций с плавающей запятой в секунду. Вычислительная эффективность (отношение средней производительности к пиковой производительности) составила 93 %. На момент проведения теста система всё ещё находилась на стадии строительства, окончательный ввод в эксплуатацию был намечен на ноябрь 2012 года.
По состоянию на июнь 2011 года система имела 68 544 8-ядерных процессора SPARC64 VIIIfx, что составляло 548 352 вычислительных ядра, произведенных компанией Fujitsu по 45-нанометровому техпроцессу. Суперкомпьютер использует водяное охлаждение, что позволило снизить потребление энергии и увеличить плотность компоновки.
В ноябре 2011 года K Computer был достроен, количество процессоров достигло 88 128, а производительность системы на тесте Linpack достигла 10,51 Пфлопс. Таким образом, K Computer стал первым в истории суперкомпьютером, преодолевшим рубеж в 10 Пфлопс. Пиковое быстродействие комплекса достигает 11,28 квадриллиона операций с плавающей запятой в секунду.